# NGC 6724
NGC 6724 is een open sterrenhoop in het sterrenbeeld Arend. Het hemelobject werd op 5 september 1828 ontdekt door de Britse astronoom John Herschel.